# Ma vie (film)
Pour les articles homonymes, voir Ma vie (homonymie).
Pour plus de détails, voir Fiche technique et Distribution.
Ma vie (chinois simplifié : 我这一辈子 ; pinyin : Wo zhe yi bei z), est un film dramatique et historique chinois réalisé par Shi Hui (zh) et sorti en 1950.
Il s'agit d'une adaptation du roman éponyme de Lao She.

## Synopsis
Le film suit la vie d'un vieux policier de patrouille de la société capitaliste, « moi », qui a été honnête, responsable et prudent toute sa vie, mais qui, dans sa vieillesse, est devenu pauvre et est mort de froid et de faim dans la rue.
Le protagoniste, âgé d'un peu plus de vingt ans, a perdu son emploi. Grâce à l'aide de son voisin policier Zhao, il devient lui aussi policier. Le travail n'est pas facile. Le film se déroule pendant les années de guerre et de troubles, lorsque la population était dans une situation désespérée, encadré par le gouvernement de la dynastie Qing, des seigneurs de la guerre, des étrangers, des jeunes patriotes, le Kuomintang... Le héros voit le gaspillage et la corruption des fonctionnaires. Avec le temps, il fait la connaissance du leader étudiant Sun Yuan, qui travaille sans relâche à la création d'une Chine nouvelle.
Le héros du film, un homme simple au bas de l'échelle sociale, souhaite vivre une vie stable pendant quelques jours. Mais comment les gens ordinaires peuvent-ils vivre une vie paisible dans cette époque malheureuse ?

## Fiche technique
- Titre français : Ma vie[2]
- Titre original chinois : 我这一辈子, Wo zhe yi bei z[3]
- Réalisation : Shi Hui (zh)
- Scénario : Liuqing Yang, d'après le roman éponyme de Lao She[1]
- Photographie : Weiqin Ge, Fa Lin
- Montage : Fu Ji-qiu
- Musique : Yijun Huang
- Décors : Niu Hancheng, Wang Yuebai
- Production : Wu Xingkzai
- Sociétés de production : Wenhua
- Pays de production :  Chine
- Langue originale : mandarin
- Format : Noir et blanc - 1,37:1 - Son mono - 35 mm
- Genre : film dramatique et historique
- Durée : 120 minutes
- Dates de sortie : 
  - Chine : octobre 1950

## Distribution
- Shi Hui (zh) : moi
- Wei Li : Hai Fu
- Heling Wei : Vieux Zhao
- Yang Shen : Shen Yuan
- Zhi Cheng : Hu Li
- Chaoming Cui : Sun Yuan
- Xiu Jiang : Maître Qin
- Zhen Lin : Madame Qin
- Ming Liang : Sun Yuanqin
- Min Wang : Ma femme

## Accueil
À sa sortie, le film est devenu le film le plus populaire de l'année 1950 en Chine. En 1955, le film remporte le deuxième prix dans la catégorie Meilleur film du ministère de la Culture de la République populaire de Chine.
Il est classé parmi les 100 meilleurs films chinois par les Hong Kong Film Awards.